# Arte Rupestre do Vale Camonica
A Arte Rupestre do Vale Camonica, localizada no vale do mesmo nome, Vale Camonica,na Itália localizada na província de Bréscia, constitui uma das maiores colecções de gravuras pré-históricas no mundo e foi o primeiro Património Mundial reconhecido pela Unesco em Itália (1979). A Unesco reconheceu mais de 140 000 figuras, mas novas descobertas têm aumentado progressivamente o número total de incisões catalogadas, até 200 000 se não 300 000. Os petroglifos estão espalhados em toda a superfície do vale, mas concentrados nas áreas de Darfo Boario Terme, Capo di Ponte, Nadro, Cimbergo e Paspardo.

## Características
As incisões foram feitas durante um período de oito mil anos, até à Idade do Ferro (I milênio a.C.), enquanto os petroglifos do último período são atribuídos a pessoas de Camunni mencionadas por fontes latinas. A tradição dos petroglifos não termina abruptamente: gravuras foram identificadas - embora em número muito pequeno, não é comparável com a grande atividade pré-histórica - da época romana, medieval ou mesmo contemporâneas, até o século XIX. A maioria dos cortes foram feitos com a técnica do "martellina", e em menor número obtido através do graffiti.

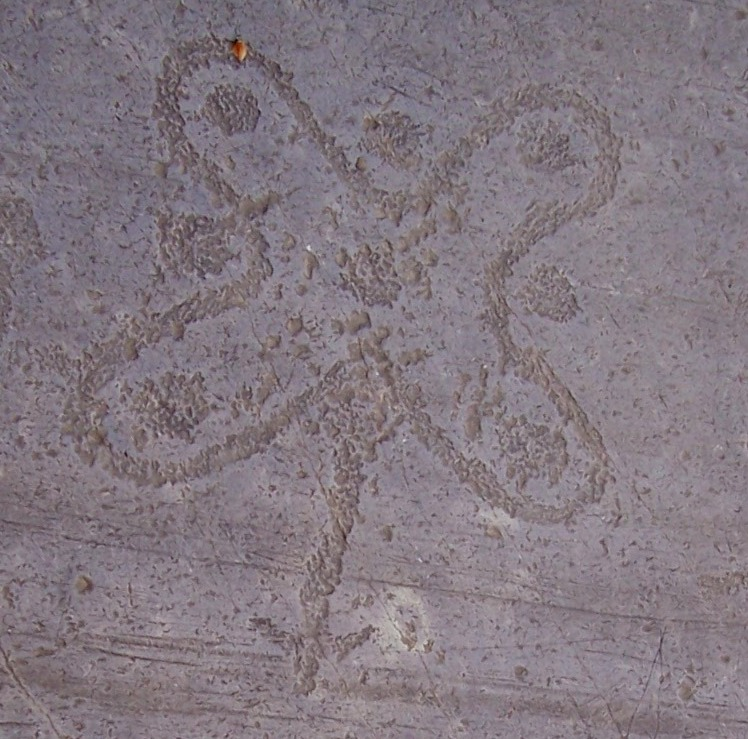
O Rosa camuna

As figuras são, por vezes, simplesmente sobrepostas sem ordem aparente, mas muitas vezez aparecem em relação lógica entre elas, uma imagem de um ritual religioso ou uma cena de caça ou de luta; esta abordagem explica o regime de imagens, cada uma das quais é um ideograma que não é o objeto real, mas a sua "ideia ". Sua função é devida aos rituais comemorativos, de iniciação e propiciatório - primeiro no campo da religião, e, depois, mesmo secular - que tiveram lugar em ocasiões especiais, únicas ou periódicas. Entre os mais famosos símbolos encontrados em Val Camonica destaca-se o chamado "Rosa camuna", que foi adotada como símbolo oficial da região da Lombardia.

## Temas e periodização
Nos anos sessenta, o arqueólogo Emanuel Anati, entre os primeiros a estudar sistematicamente a área, elaborou uma cronologia das gravuras rupestres, comparando o estilo e os tipos de símbolos como para identificar possíveis correlações com a periodização histórica tradicional da Pré-História à Idade Média.

## Parques de arte rupestre
| N° | Nome                                                             | Município                      | Coordenadas                  | Petroglifos |
| -- | ---------------------------------------------------------------- | ------------------------------ | ---------------------------- | ----------- |
| 1. | Parco nazionale delle incisioni rupestri di Naquane              | Capo di Ponte                  | 46° 01′ 32″ N, 10° 20′ 57″ L |             |
| 2. | Parco archeologico nazionale dei Massi di Cemmo                  | Capo di Ponte                  | 46° 01′ 52″ N, 10° 20′ 20″ L |             |
| 3. | Parco archeologico comunale di Seradina-Bedolina                 | Capo di Ponte                  | 46° 02′ 00″ N, 10° 20′ 29″ L |             |
| 4. | Parco archeologico di Asinino-Anvòia                             | Ossimo                         | 45° 57′ 19″ N, 10° 14′ 47″ L |             |
| 5. | Parco comunale delle incisioni rupestri di Luine                 | Darfo Boario Terme             | 45° 53′ 20″ N, 10° 10′ 46″ L |             |
| 6. | Parco comunale archeologico e minerario di Sellero               | Sellero                        | 46° 03′ 26″ N, 10° 20′ 29″ L |             |
| 7. | Parco archeologico comunale di Sonico                            | Sonico                         | 46° 10′ 07″ N, 10° 21′ 20″ L |             |
| 8. | Riserva naturale Incisioni rupestri di Ceto, Cimbergo e Paspardo | Ceto (Nadro) Cimbergo Paspardo | 46° 01′ 06″ N, 10° 21′ 10″ L |             |

## Literatura
- Emanuele Süss, Rock Carvings in the Valcamonica, 1954.
- Emmanuel Anati, Camonica Valley: A Depiction of Village in the Alps From Neolithic Times to the Birth of Christ as Revealed by Thousands of Newly found Rock Carvings, 1961.
- Emmanuel Anati, Evolution and style in Camunian rock art: An inquiry into the formation of European civilization, 1976.
- Emmanuel Anati, I Camuni, 1982.
- Emmanuel Anati, Valcamonica rock art: A new history for Europe, 1994.
- The intellectual expressions of prehistoric man, art, and religion, Acts of the Valcamonica Symposium, 1979.

- Camunni
- Vale Camonica